# Hlušice
Hlušice (německy Groß Hluschitz) jsou obec v Královéhradeckém kraji, sedm kilometrů západně od města Nový Bydžov v okrese Hradec Králové. Obec se skládá ze dvou srostlých částí – Hlušice a Hlušičky. Obec má 738 obyvatel.

## Historie obce
Osídlení v této lokalitě bylo již ve 3. tisíciletí před naším letopočtem. Datum založení obce není známo, první zmínka pochází z roku 1322.

## Památky
- Novogotický zámek z roku 1852
- Barokní sousoší Panny Marie s děťátkem z roku 1706
- Socha sv. Jana Nepomuckého z roku 1766
- Barokní sousoší sv. Jana Nepomuckého a sv. Františka de Paula z roku 1730
- Barokní kostel sv. Václava a sv. Barbory z roku 1749 jako zámecká kaple.

## Významní rodáci
- akademický sochař a medailér Zdenek Dvořák (1897–1943)
- básník, dramatik a novinář Jaroslav Kolman Cassius (1883–1951)
- fotbalista Ladislav Vízek (* 1955), narodil se v Chlumci nad Cidlinou

## Veřejná doprava
Dopravní obslužnost zajišťují 3 autobusové linky v integrovaném systému IREDO a v integrované dopravě PID. (Linka 611853)
611150: Nový Bydžov - Jičín - Pravidelná linka, většina spojů obsluhuje Hlušice.
611154: Nový Bydžov - Kopidlno - Do obce zajíždí pouze spoje 2 a 5. Jde o školní spoje.
611853: Nový Bydžov - Městec Králové - Zajištění dopravy žáků do a ze základní školy především z obcí na jih od Hlušic. Na celé trase platí také tarif PID.
Dopravce, který na linkách zajišťuje provoz je Busline KHK.

## Galerie

Hlušice
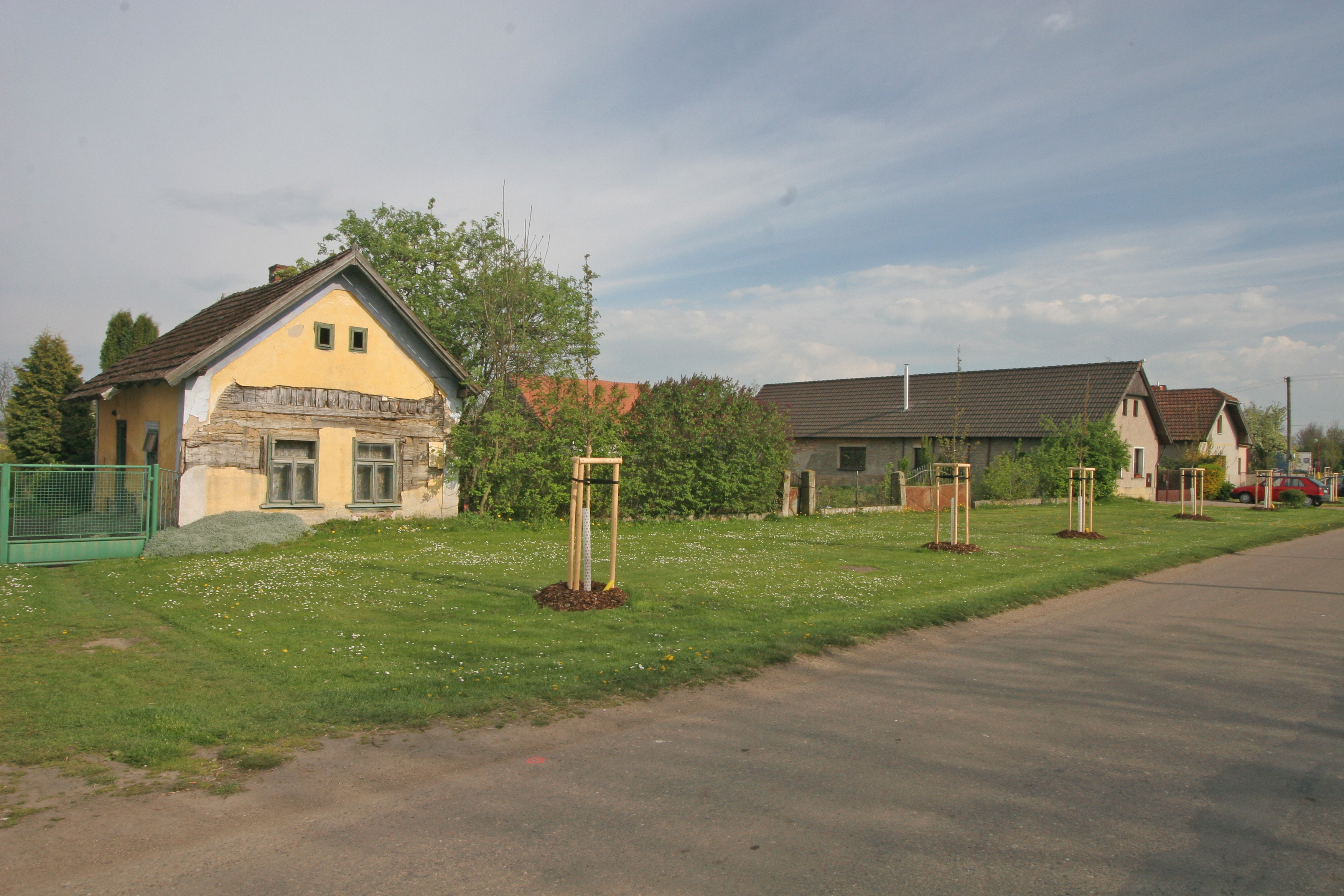
Stavení čp. 12
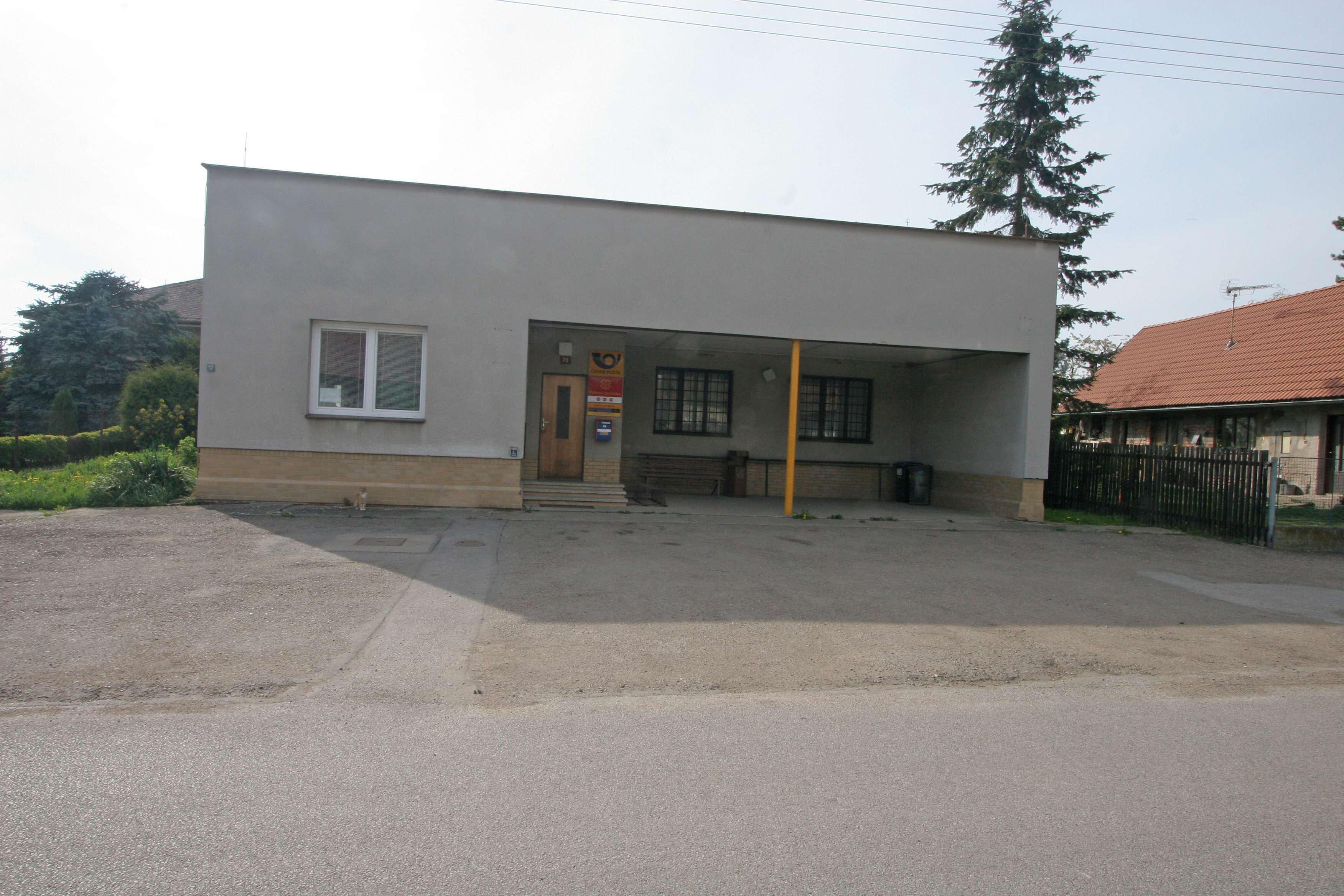
Pošta
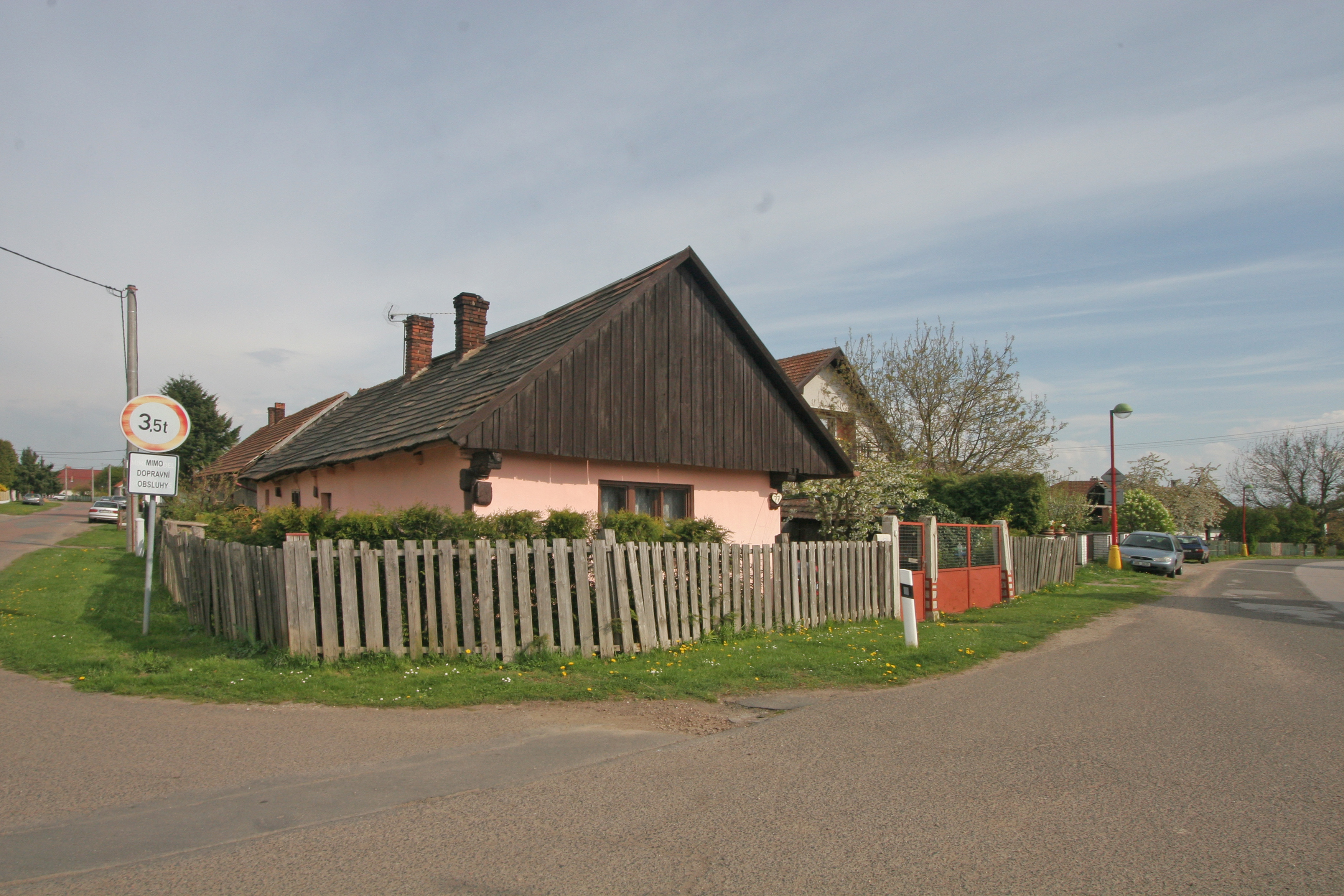
Stavení čp. 77
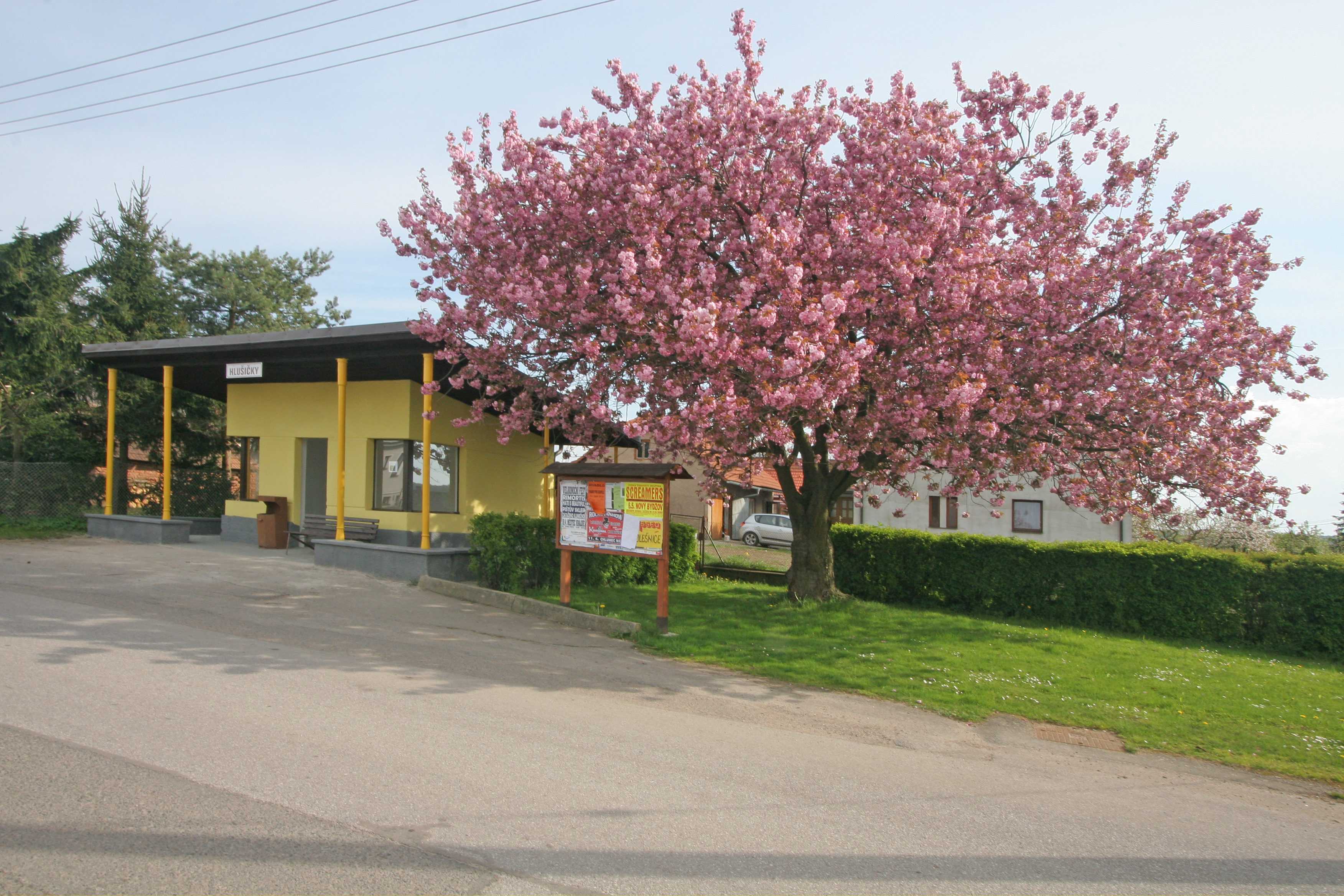
Zastávka
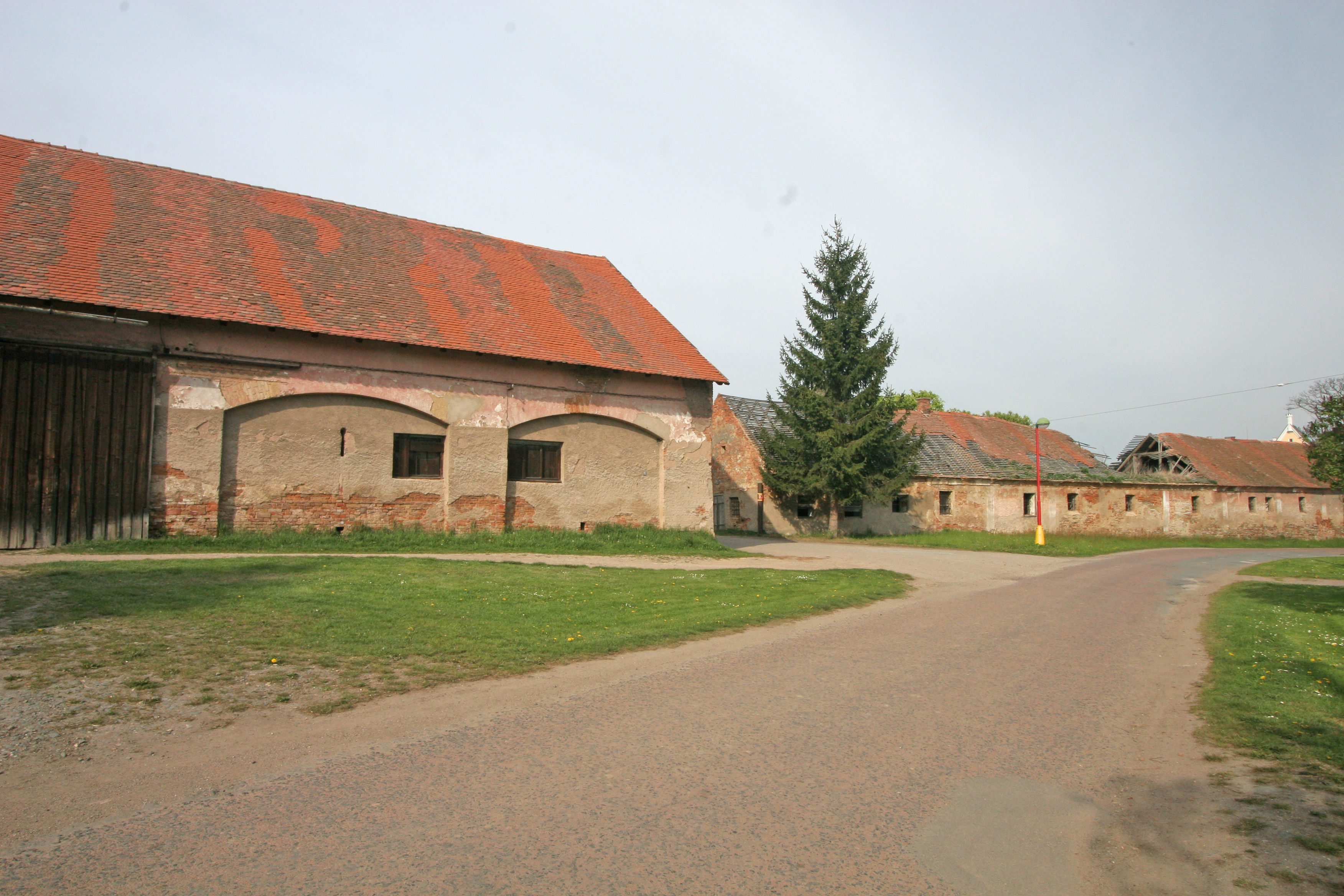
Stavení čp.4
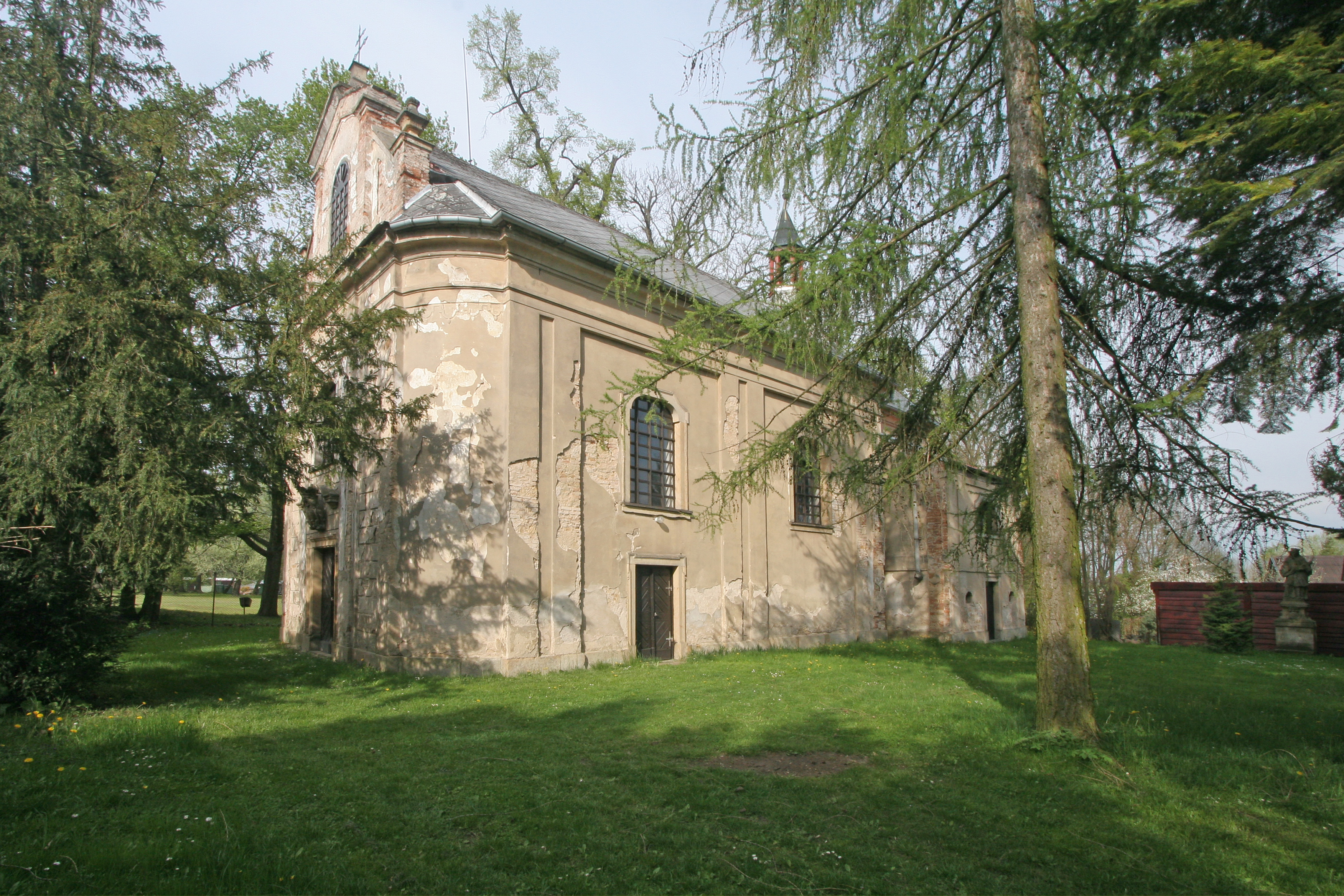
Kostel sv. Václava
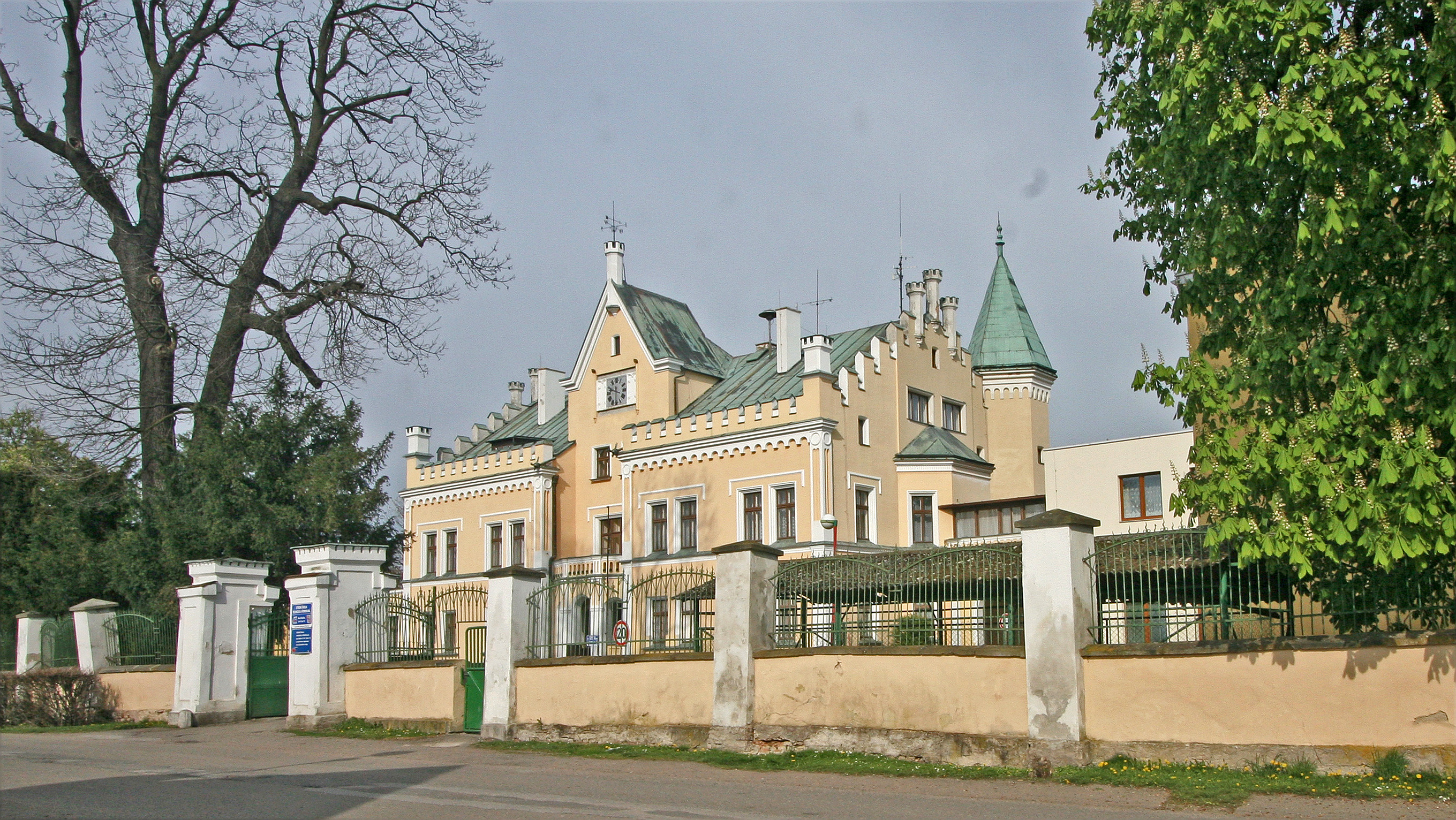
Zámek
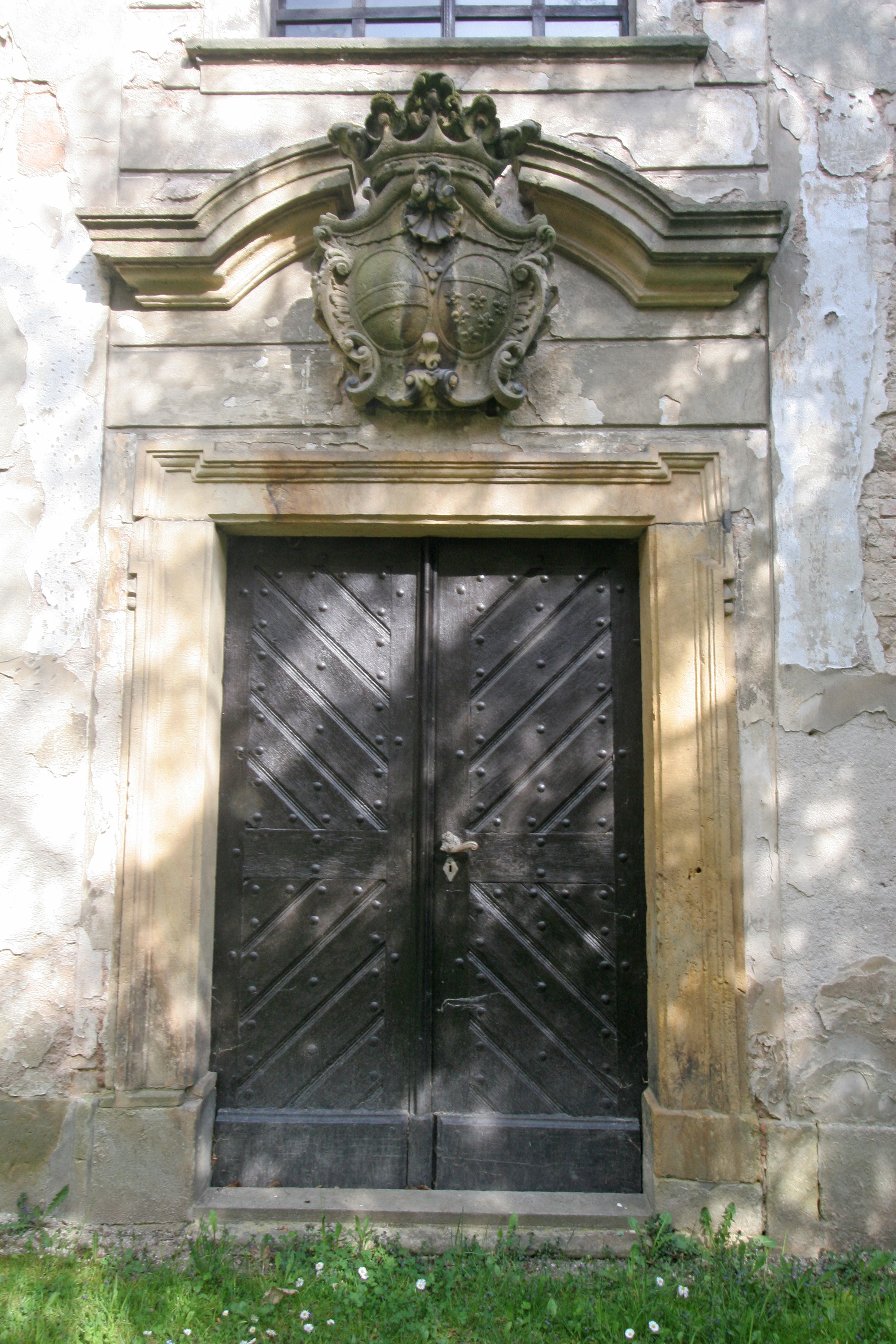
Kostel - portál